# Tomàs Torrabadella i Fortuny
Tomàs Torrabadella i Fortuny (Granollers, 1848 - Barcelona, 1912). Va ser un farmacèutic aficionat a la fotografia. Va portar a terme nombrosos viatges a l'estranger, dels quals va captar imatges en plaques estereoscòpiques. També va realitzar nombroses fotografies a la seva ciutat natal que són, de fet, les fotografies més antigues que es coneixen de Granollers, datades entre 1874 i 1912.
En aquestes imatges es pot veure el dia a dia de la ciutat a finals del segle xix i principis del XX ja que s'hi mostren el mercat, els balls, les festes religioses o les feines del camp. Torrabadella també va documentar com es construïa casa seva, coneguda actualment com a can Ramoneda, un dels principals edificis modernistes de la ciutat.
El 1980, els seus descendents van fer donació a l'Arxiu Municipal de Granollers d'algunes plaques de vidre amb les fotografies de Torrabadella, que es van agrupar en un fons documental.